# Mechanische Presse
Eine mechanische Presse ist eine Pressmaschine und dient dazu, durch Ausübung von Druck Materialien in ihrer äußeren Gestalt, ihrer Konsistenz oder ihrem inneren Aufbau umzuformen, flüssige oder gasförmige Beimischungen zu entfernen, oder verschiedene Schichten miteinander zu verbinden.

## Funktionsprinzipien
Die Funktionsprinzipien der mechanischen Pressmaschinen werden nach der Erzeugung der Oberstempel-Hauptbewegung mittels Kurven, Spindel- und Reibradantrieb, Exzenter, Kniehebel oder Rundtischprinzip unterschieden, ungeachtet dessen, ob für die Erzeugung der Matrizen- oder Unterstempelbewegung ebenfalls auf Kurven- oder Exzentersysteme oder andere mechanisch-hydraulisch kombinierte Systeme zurückgegriffen wird.
Die Art der Ausführung von Hilfsbewegungen ist ebenfalls nicht für die begriffliche Zuordnung entscheidend.
Dieselben können auch auf pneumatischen und hydraulischen Prinzipien beruhen.
Im Vergleich zu hydraulischen Pressmaschinen sind die maximalen Presskräfte von mechanischen Pressmaschinen begrenzt und liegen im Bereich ≤ 5000 kN.

## Funktionsprinzipien der mechanischen Pressen in der Technischen Keramik
Für die Anforderungen der Nass- und Trockenpresstechnik in der Technischen Keramik haben sich Kurven-, Exzenter-, Kniehebel- sowie Rundtischpressen bewährt, wobei vorzugsweise für die Nasspresstechnik fließfähiger Massen Kurvenpressen eingesetzt werden.
Der Presskraftbereich mechanischer Pressmaschinen für Produkte der Technischen Keramik beträgt < 2500 kN, was sich aus der geringen Dichte keramischer Massen ableitet.
In der Regel arbeiten die Oberstempel-, Unterstempel- und Matrizensysteme von mechanischen Pressmaschinen nicht mit einer mehrfachen Stempel-Unterteilung.

## Anwendungsvorteile in der Technischen Mechanik
Während die individuell den jeweiligen Erzeugnissen anpassbaren Kurvenausführungen besonders den Anforderungen der Nasspresstechnik fließfähiger Massen gerecht werden, beziehen sich die Anwendungsgebiete für Exzenter-, Kniehebel- und Rundtischpressen vorzugsweise auf die Trockenpresstechnik für gleitfähige Massen.
Während der sinusförmige Bewegungsablauf von Exzenterpressen insbesondere für größere Hubzahlen bis zu 100 Hub pro Minute Vorteile bietet, eignet sich der verzerrte Sinusablauf des Kniehebels insbesondere für Erzeugnisse, die eine längere Entlüftungszeit in der Verdichtungs- und eine längere Entspannungsphase benötigen. Die Hubzahlen hierfür sind begrenzt und liegen unter 35 Hub pro Minute.
Rundtischpressen dagegen zeichnen sich durch besonders hohe Stückleistungen aus und für kleine und einfach geformte Erzeugnisse sind Mengen von bis zu 30.000 Stück pro Minute realisierbar.

## Zusammenhänge zwischen mechanischer Presstechnologie und Konstruktionsprinzipien mechanischer Pressen
Die Zusammenhänge der keramischen Presstechnologie und den Konstruktionsprinzipien mechanischer Pressmaschinen basieren auf der Einheit von
Erzeugnis – Verfahren – Presse/Werkzeug!
Unterschiede des Matrizenabzugs- und Ausstoßverfahrens der einachsigen Trocken- und Nasspresstechnik in der technischen Keramik beeinflussen in Abhängigkeit von der geometrischen Form der Erzeugnisse und in Abhängigkeit vom gewählten Pressentyp die erreichbaren Presslingsqualitäten.
Da die Erzielung geschwindigkeitsproportionaler Verdichtungsverhältnisse mit rein mechanischen Pressmaschinen nur sehr schwierig und nur mit sehr hohem mechanischen Aufwand umzusetzen ist, gewinnen kombinierte mechanisch-hydraulische Wirkprinzipien auf der Basis von Stempelunterteilungen zunehmend an Bedeutung, um damit den Anforderungen des Genauigkeitspressens besser gerecht werden zu können.
Die in der Dissertationsschrift von B. Froherz aufgezeigten Konstruktionsprinzipien von vorwiegend mechanischen Pulverpressen in der Gegenüberstellung ihrer Vor- und Nachteile bieten ebenfalls für den Werkzeugkonstrukteur einen verfahrens- und pressenspezifischen Bezug.

## Geschichte
Bereits in der griechischen Antike waren mechanische Pressen bekannt und wurden zum Auspressen von Oliven genutzt.